# جی‌جی و آندرئا
جی‌جی ساماراکی (ایتالیایی: Gigi Sammarchi؛ زادهٔ ۲ نوامبر ۱۹۴۹ در بولونیا) و آندرئا رونکاتو (ایتالیایی: Andrea Roncato؛ زادهٔ ۷ مارس ۱۹۴۷ در سن لاتسارو دی ساونا) یک زوج هنری کمدی ایتالیایی بودند که با نام هنری جی‌جی و آندرئا فعالیت می‌کردند.
از فیلم‌هایی که این زوج هنری در آنها بازی کرده‌اند، می‌توان به بزن قدش، مأموران آتش‌نشانی، ریمینی ریمینی و راننده‌کامیون‌ها اشاره کرد.